# كيمبرلي وايت
كيمبرلي وايت (بالإنجليزية: Kimberly Wyatt)‏ هي راقصة وعارضة ومغنية وموسيقية أمريكية، ولدت في 4 فبراير 1982 في وارنسبورغ في الولايات المتحدة.

## وصلات خارجية
- الموقع الرسمي
- كيمبرلي وايت على موقع IMDb (الإنجليزية)
- كيمبرلي وايت على موقع روتن توميتوز (الإنجليزية)
- كيمبرلي وايت على موقع ميوزك برينز (الإنجليزية)
- كيمبرلي وايت على موقع أول ميوزيك (الإنجليزية)
- كيمبرلي وايت على موقع ديسكوغز (الإنجليزية)
- كيمبرلي وايت على موقع قاعدة بيانات الفيلم (الإنجليزية)